# Gumhamn
Gumhamn är en havsvik och ort i Skellefteå kommun söder om Bjuröklubb och nordost om Lövånger. 
Gumhamn var tidigare ett fiskeläge och består numera mest av fritidsbebyggesle.
Gumhamns norra udde "Gumhamnsudden"  gränsar i norr mot viken Lill-Gumhamn. Gumhamns södra sida gränsar mot och kallas även Björkåsen.